# Rifugio Liberator San Martín
Il rifugio Liberator San Martín (in spagnolo Refugio Liberator San Martín) è un rifugio antartico temporaneo argentino nei pressi della base San Martín.
Localizzato ad una latitudine di 64° 11' sud e ad una longitudine di 58°21' ovest, venne costruito nel 1955 come punto di appoggio logistico ed è attualmente abbandonato.